# Hans Tatzer
Hans Tatzer, född 25 maj 1905 i Wien, död 23 augusti 1944 i Marseille, var en österrikisk ishockeyspelare. Han kom på delad femte plats i Olympiska vinterspelen 1928 i Sankt Moritz och på sjunde plats i Olympiska vinterspelen 1936 i Garmisch-Partenkirchen. Han dödades i strid under andra världskriget i södra Frankrike.